# Fausto Grillo
Lautaro Fausto Grillo (Bariloche, 20 de fevereiro de 1993) é um futebolista argentino que atua como zagueiro, podendo ser improvisado como lateral-esquerdo. Atualmente atua pelo Göztepe, clube da Turquia.

## Carreira
Grillo começou a sua carreira nas categorias de base do Vélez Sársfield. Foi incorporado ao time profissional por Ricardo Gareca. Estreou oficialmente em 14 de maio de 2014, na derrota de 1 a 0 para o Belgrano.